# Pituophis catenifer
Pituophis catenifer és una espècie de serp de la família Colubridae pròpia de la mitjà Oest nord-americà.

## Subespècies
Existeixen set subespècies:
- Pituophis catenifer affinis Hallowell 1852
- Pituophis catenifer annectens Baird & Girard 1853
- Pituophis catenifer catenifer (Blainville 1835)
- Pituophis catenifer deserticola Stejneger 1893
- Pituophis catenifer fulginatus Klauber 1946
- Pituophis catenifer pumilus Klauber 1946
- Pituophis catenifer sayi (Schlegel 1837)